# Hrvatski operator tržišta energije
Hrvatski operator tržišta energije (HROTE) je hrvatska tvrtka sa sjedištem u Zagrebu, na adresi Ulica grada Vukovara 284.
HROTE obavlja djelatnost organiziranja tržišta električne energije i tržišta plina kao javnu uslugu, pod nadzorom Hrvatske energetske regulatorne agencije (HERA). Također su joj osnovne djelatnosti poticanje proizvodnje električne energije iz obnovljivih izvora energije i kogeneracije te poticanje proizvodnje biogoriva za prijevoz.
Dana 2. kolovoza 2018. donesen je zaključak o pripajanju HROTE Hrvatskom operatoru prijenosnog sustava (HOPS-u) 1. siječnja 2019. godine, ali je tog 1. siječnja počeo trgovati električnom energijom, čime je Uredba Vlade RH o isporuci električne energije od 20. prosinca 2018. jača od zaključka o pripajanju HROTE-a HOPS-u.
Koncem 2018. godine HROTE je proširio poslovanje na trgovinu električnom energijom. Budući da je sudionik tržišta električnom energijom, a to je postao potpisivanjem ugovora o članstvu u Hrvatskoj burzi električne energije (17. sudionik CROPEX-a), a kao voditelj EKO bilančne grupe, obvezan je temeljem Zakona o obnovljivim izvorima energije i visokoučinkovitoj kogeneraciji, započeti s prodajom električne energije povlaštenih proizvođača u sustavu poticaja 1. siječnja 2019. godine na tržištu električne energije.

## Vanjske poveznice
- Službene stranice